# 潼关南原大战
潼关南原大战是传说中明末闯王李自成與明朝軍隊的一場戰爭，此役李自成幾乎全军覆没，僅以十八骑突围出来，逃入商洛山（在今陕西南部）中。

## 传统传说
崇祯十年兵部尚书杨嗣昌制定“四正六隅十面张网”方案，是年九月李自成在汉中遭曹变蛟伏击，只得退居四川。後來前往梓潼、剑州一带活動。洪承畴分析李自成势穷，必定出潼关东走河南。洪承畴命孙传庭于潼关南原设置三重埋伏，崇祯十一年春二月，曹变蛟等人将李自成逼入潼关。此役李自成部屍積如山，幾乎全军覆没，當地居民“遇则棒杀，秦贼遂尽”，最後僅以十八骑突围出来，逃入商洛山中。

## 历史工作者考证
中国晚明历史学泰斗姚雪垠對李自成做了詳盡的考證工作，他在《李自成》小說序中表示：關於潼关南原大战，“根据我的研究，根本没有发生过这次战争，但在写小说的时候，我从完成小说的使命着眼，采用了这个传说”。